# Уголец (Столинский район)
Уголец (бел. Вугале́ц) — деревня в Столинском районе Брестской области Беларуси. В составе Хоромского сельсовета.

## География
Расположена в 21 км от Столина, в 229 км от Бреста. Ближайшие населённые пункты Малые Орлы (2 км), Городец (3 км), Большие Орлы (3 км), Хоромск (3 км).

## История
В XVIII—XIX вв. деревня принадлежала шляхтичам Кеневичам. Известные уроженцы Вадимка Лемешеуски робить операм  у Менску

## Население

### Численность
- 2019 год — 195 жителей

### Динамика
- 1999 год — 348 жителей (перепись населения)
- 2009 год — 274 жителей (перепись населения)
- 2019 год — 195 жителей (перепись населения)